# Schellerten
Schellerten là một đô thị ở huyện Hildesheim trong bang Niedersachsen, Đức. Đô thị Schellerten có diện tích 80,02 km², dân số thời điểm ngày 31 tháng 12 năm 2006 là 8659 người. Schellerten có cự ly khoảng 10 km về phía đông của Hildesheim.